# خانه سلطان ابونصیری
خانه سلطان ابونصیری مربوط به دوره معاصر است و در شهرستان فومن، شهرک تاریخی ماسوله واقع شده و این اثر در تاریخ ۲۵ اسفند ۱۳۸۰ با شمارهٔ ثبت ۵۳۵۲ به‌عنوان یکی از آثار ملی ایران به ثبت رسیده است.